# Élection présidentielle américaine de 1916 en Géorgie
 (février 2024).
L'élection présidentielle américaine de 1916 en Géorgie a lieu le 7 novembre 1916 comme dans les 47 autres États qui composent alors les États-Unis. Les électeurs géorgiens choisissent des grands électeurs pour les représenter dans le collège électoral à travers un vote populaire. La Géorgie de 14 grands électeurs. L'État donne l'ensemble de ses grands électeurs au candidat du Parti démocrate, le président sortant Woodrow Wilson. 
Le candidat vainqueur de ce scrutin dans tout le pays sera également Wilson, qui débutera un deuxième mandat à la présidence des États-Unis le 4 mars 1917 et restera en fonctions jusqu'au 4 mars 1921, date à laquelle Warren G. Harding lui succédera. 